# Ivans Klementjevs
Ivans Klementjevs (Riga, 18 de novembro de 1960) é um velocista letão na modalidade de canoagem.

## Carreira
Foi vencedor da medalha de Ouro em C-1 1000 metros em Seul 1988.